# Bahnhof Ebenhausen (Unterfr)
Der Bahnhof Ebenhausen (Unterfr), ehemals Ebenhausen (Mainfr), ist ein Bahnhof im Ortsteil Ebenhausen der unterfränkischen Gemeinde Oerlenbach. Der Bahnhof gehört zu den Baudenkmälern in Oerlenbach und ist unter der Nummer D-6-72-140-62 in der Bayerischen Denkmalliste registriert. Bei der Anlage handelt es sich um einen Trennungsbahnhof, an dem die Bahnstrecke Ebenhausen–Bad Kissingen von der Bahnstrecke Schweinfurt–Meiningen abzweigt.
Neben dem Bahnhof Ebenhausen gibt es auf dem Gemeindegebiet von Oerlenbach noch den ehemaligen Bahnhof und heutigen Haltepunkt Rottershausen an der Strecke nach Meiningen und den Haltepunkt Oerlenbach an der Strecke nach Bad Kissingen.

## Geschichte
Die Königlich Bayerischen Staatseisenbahnen nahmen den Bahnhof Ebenhausen am 9. Oktober 1871 mit der Strecke von Schweinfurt nach Bad Kissingen in Betrieb. Mit der Eröffnung der Strecke nach Meiningen am 15. Dezember 1874 wurde Ebenhausen zum Trennungsbahnhof.

## Verkehr
| Linie | Zuglauf | Taktfrequenz | Betreiber                                       | Besonderheiten                                            |
| ----- | --- | ------------ | ----------------------------------------------- | --------------------------------------------------------- |
| RE 7  | Würzburg Hbf – Schweinfurt Hbf – Ebenhausen (Unterfr) – Mellrichstadt Bahnhof – Grimmenthal – Zella-Mehlis – Arnstadt Hbf – Neudietendorf – Erfurt Hbf | 120 min      | DB Regio Südost (Mainfranken-Thüringen-Express) | zusammen mit RE 7; wird in Ebenhausen getrennt/gekuppelt  |
| RE 57 | Würzburg Hbf – Schweinfurt Hbf – Ebenhausen (Unterfr) – Bad Kissingen                                                                                  | 120 min      | DB Regio Südost                                 | zusammen mit RE 57; wird in Ebenhausen getrennt/gekuppelt |
| RB 40 | Schweinfurt Hbf – Ebenhausen (Unterfr) – Mellrichstadt Bf – Meiningen                                                                                  | 60 min       | Erfurter Bahn (Unterfranken-Shuttle)            |                                                           |
| RB 50 | Schweinfurt Hbf – Ebenhausen (Unterfr) – Bad Kissingen – Hammelburg – Gräfendorf – Gemünden (Main)                                                     | 60 min       | Erfurter Bahn (Unterfranken-Shuttle)            |                                                           |